# ولادیسلاوسی
ولادیسلاوسی (به لاتین: Vladislavtsi) یک منطقهٔ مسکونی در بلغارستان است که در شهرستان دراگومان واقع شده‌است.